# BLOOM (南野陽子のアルバム)
『BLOOM』（ブルーム）は、南野陽子の3枚目のアルバム。
1987年5月2日にCBS・ソニーから発売された。

## 解説
前作『VIRGINAL』から7ヶ月でリリースされた。
タイトルの「BLOOM」は「（花が）咲く」ことを意味する動詞。
6枚目のシングル「楽園のDoor」は未収録。
先行シングルで7枚目のシングル「話しかけたかった」が収録。
本作からのシングルカット曲を選定する際、レコード会社のスタッフから、E.T.ブームに乗った「リバイバル・シネマに気をつけて」、「楽園のDoor」のイメージを持った「花束を壊して」が候補に挙がったが、南野が会議で直談判した結果「話しかけたかった」がシングル曲に選定された。
A面は「LIGHT EDGE」、B面は「WIND EDGE」と記載されている。

## 収録曲（LP・CT）

### A面 (LIGHT EDGE)
| 全編曲: 萩田光雄。 |                                    |            |            |       |
| #                  | タイトル                           | 作詞       | 作曲       | 時間  |
| 1.                 | 「リバイバル・シネマに気をつけて」 | 小倉めぐみ | 木戸泰弘   | 4:30  |
| 2.                 | 「話しかけたかった」               | 戸沢暢美   | 岸正之     | 4:26  |
| 3.                 | 「日曜日のクラスメート」           | 田口俊     | 萩田光雄   | 4:18  |
| 4.                 | 「兄貴が彼女を連れて来た」         | 小倉めぐみ | 亀井登志夫 | 4:19  |
| 5.                 | 「シンデレラ城への長い道のり」     | 小倉めぐみ | 萩田光雄   | 4:20  |
| 合計時間:          | 合計時間:                          | 合計時間:  | 合計時間:  | 21:53 |

### B面 (WIND EDGE)
| 全編曲: 萩田光雄。 |                            |            |            |       |
| #                  | タイトル                   | 作詞       | 作曲       | 時間  |
| 1.                 | 「花束を壊して」           | 小倉めぐみ | 柴矢俊彦   | 3:43  |
| 2.                 | 「すみれになったメモリー」 | 戸沢暢美   | 木戸泰弘   | 4:45  |
| 3.                 | 「私だけ見てて」           | 田口俊     | 広谷順子   | 4:05  |
| 4.                 | 「星降る夜のシンフォニー」 | 田口俊     | 岸正之     | 4:11  |
| 5.                 | 「オルゴール・セレナーデ」 | 田口俊     | 亀井登志夫 | 5:01  |
| 合計時間:          | 合計時間:                  | 合計時間:  | 合計時間:  | 21:45 |

## 収録曲（CD）
| 全編曲: 萩田光雄。 |                                    |            |            |       |
| #                  | タイトル                           | 作詞       | 作曲       | 時間  |
| 1.                 | 「リバイバル・シネマに気をつけて」 | 小倉めぐみ | 木戸泰弘   | 4:30  |
| 2.                 | 「話しかけたかった」               | 戸沢暢美   | 岸正之     | 4:26  |
| 3.                 | 「日曜日のクラスメート」           | 田口俊     | 萩田光雄   | 4:18  |
| 4.                 | 「兄貴が彼女を連れて来た」         | 小倉めぐみ | 亀井登志夫 | 4:19  |
| 5.                 | 「シンデレラ城への長い道のり」     | 小倉めぐみ | 萩田光雄   | 4:20  |
| 6.                 | 「花束を壊して」                   | 小倉めぐみ | 柴矢俊彦   | 3:43  |
| 7.                 | 「すみれになったメモリー」         | 戸沢暢美   | 木戸泰弘   | 4:45  |
| 8.                 | 「私だけ見てて」                   | 田口俊     | 広谷順子   | 4:05  |
| 9.                 | 「星降る夜のシンフォニー」         | 田口俊     | 岸正之     | 4:11  |
| 10.                | 「オルゴール・セレナーデ」         | 田口俊     | 亀井登志夫 | 5:01  |
| 合計時間:          | 合計時間:                          | 合計時間:  | 合計時間:  | 43:38 |